# Liu Yong (Badminton)
Liu Yong (chinesisch 刘永, * 12. August 1975) ist ein ehemaliger chinesischer Badmintonspieler.

## Karriere
Gleich zum Auftakt seiner Karriere wurde Liu Yong 1997 Weltmeister im Mixed mit Ge Fei. Im gleichen Jahr gewann er auch die All England und die Japan Open. 2002 war er bei den Malaysia Open erfolgreich. Bei Olympia 2000 reichte es dagegen nur zu Platz 9.

## Sportliche Erfolge
| Saison    | Veranstaltung       | Disziplin    | Platz | Name                  |
| --------- | ------------------- | ------------ | ----- | --------------------- |
| 1996      | Vietnam Open        | Mixed        | 1     | Liu Yong / Zhang Jin  |
| 1997      | Weltmeisterschaft   | Mixed        | 1     | Liu Yong / Ge Fei     |
| 1997      | China Open          | Herrendoppel | 2     | Liu Yong / Zhang Wei  |
| 1997      | Japan Open          | Mixed        | 1     | Liu Yong / Ge Fei     |
| 1997      | China Open          | Mixed        | 2     | Liu Yong / Ge Fei     |
| 1997      | All England         | Mixed        | 1     | Ge Fei / Liu Yong     |
| 1997      | Malaysia Open       | Mixed        | 1     | Liu Yong / Ge Fei     |
| 1998      | Asienspiele         | Herrendoppel | 3     | Liu Yong / Yu Jinhao  |
| 1998      | Swiss Open          | Herrendoppel | 2     | Liu Yong / Yu Jinhao  |
| 1999      | Thailand Open       | Mixed        | 1     | Liu Yong / Ge Fei     |
| 1999      | China Open          | Mixed        | 1     | Ge Fei / Liu Yong     |
| 1999      | Weltmeisterschaft   | Mixed        | 3     | Liu Yong / Ge Fei     |
| 1999      | Chinese Taipei Open | Mixed        | 1     | Liu Yong / Ge Fei     |
| 1999      | Japan Open          | Mixed        | 1     | Liu Yong / Ge Fei     |
| 1999      | Asienmeisterschaft  | Mixed        | 2     | Liu Yong / Ge Fei     |
| 1999/2000 | Denmark Open        | Mixed        | 1     | Liu Yong / Ge Fei     |
| 2000      | Japan Open          | Mixed        | 1     | Liu Yong / Ge Fei     |
| 2000      | Thailand Open       | Mixed        | 3     | Liu Yong / Ge Fei     |
| 2000      | All England         | Mixed        | 2     | Liu Yong / Ge Fei     |
| 2001      | China Open          | Herrendoppel | 2     | Liu Yong / Chen Qiqiu |
| 2001      | China Open          | Mixed        | 1     | Liu Yong / Chen Lin   |
| 2001      | Japan Open          | Mixed        | 2     | Liu Yong / Cheng Jiao |
| 2002      | Malaysia Open       | Herrendoppel | 1     | Liu Yong / Chen Qiqiu |